# Hans Schmidt-Oxbüll
Hans Schmidt-Oxbüll (* 1. April 1899 in Oxbüll bei Norburg, Alsen; † 2. Oktober 1978 ebenda) war ein dänisch-deutscher Landwirt und Hauptvorsitzender des Bundes Deutscher Nordschleswiger, der Dachorganisation der deutschen Minderheit in Dänemark. 

## Leben und Beruf
Hans Schmidt-Oxbüll wurde nach dem Schulbesuch zum Militär eingezogen und nahm 1917–18 mit dem Infanterie-Regiment „von Manstein“ (Schleswigsches) Nr. 84 als Soldat am Ersten Weltkrieg teil. In der Schlacht an der Somme in Frankreich wurde er schwer verwundet und erlebte das Kriegsende in einer Genesungskompagnie auf Schloss Gottorf. Anfang der 20er Jahre besuchte er die Landwirtschaftsschulen in Hildesheim und Bentfeld in Kreis Oldenburg und übernahm danach 1927 den elterlichen Hof in Oxbüll zunächst in Pacht, 1936 wurde er Besitzer des Hofes, der seit 1655 im Besitz der Familie gewesen war. 
Hans Schmidt-Oxbüll gehörte zu dem Kreis, der sich nach 1920 zu den Jugendtagungen unter Leitung von Pastor Johannes Schmidt-Wodder in der alten Volkshochschule in Tingleff traf. Er wurde Leiter des Norderharder Jugendbundes, war Vorsitzender des Traditionsvereines Harmonie in Norburg und des örtlichen Wählervereins. Als einer der Vertreter der Jugendbünde war er Mitglied des Vorstandes der Gesamtverbände der Deutschen Volksgruppe.
Im Mai 1945 wurde er wegen seiner Zugehörigkeit zum Zeitfreiwilligencorps der Minderheit inhaftiert, nach den Gesetzen mit rückwirkender Kraft verurteilt und im Lager Faarhus interniert. Von dort zurückgekehrt wählte man ihn in der Hauptvorstand des Bundes Deutscher Nordschleswiger, der Dachorganisation der deutschen Minderheit in Dänemark. 1951 bis 1960 war er Hauptvorsitzender dieser Organisation. 
Anlässlich der mit einer Verfassungsreform verbundenen Wahl 1953 stellte er als unabhängiger Kandidat auf und erreichte mit 9.721 Stimmen ein Mandat im Folketing. Er meldete daraufhin wieder die Schleswigsche Partei als Parteigruppe des Parlamentes an und blieb bis 1964 Folketingsabgeordneter und damit einziger Vertreter der Deutschen Minderheit im dänischen Parlament. Zur Wahl 1964 verzichtete er aufgrund interner Streitigkeiten in der Minderheit auf eine erneute Kandidatur. Das eigenständige Mandat ging bei dieser Wahl aufgrund mangelnder Stimmen verloren. 
1954 gehörte Schmidt-Oxbüll zu den Gründern der Föderalistischen Union Europäischer Volksgruppen (FUEV) und war 1959 bis 1963 Präsident dieser Organisation. 
Hans Schmidt-Oxbüll trat für eine Aussöhnung des dänischen und deutschen Bevölkerungsteils in Nordschleswig ein und hat sich intensiv für die Umsetzung der in der Gründungserklärung des Bundes Deutscher Nordschleswiger enthaltenen Loyalitätserklärung und der sich daraus ergebenden Entwicklung eingesetzt.